# Districte de Jessore
El districte de Jessore és una divisió administrativa de Bangladesh, dins la divisió de Khulna amb una superfície de 2.578 km², i una població (1991) de 2.440.693 habitants. La capital és Jessore.
El districte fou establert el 1781. Actualment el formen 4 municipalitats amb 36 seccions, 8 upaziles, 92 unions, 1329 mouzes, 1434 pobles i 120 mahalles. Les upaziles són:
- Abhaynagar
- Bagherpara
- Chaugachha
- Jhikargachha
- Keshabpur
- Jessore Sadar
- Manirampur
- Sharsha.

## Història
Formà part de l'antic regne de Banga o Samatata. Al segle xv va arribar al districte Khanja Ali, que va obtenir un jagir del rei de Gaur i va netejar una zona dels Sundarbans, on va exercir plens drets de sobirania fins a la seva mort el 1459 deixant nombroses tombes i mesquites encara que la major part són al districte de Khulna. Vikramaditya, el ministre principal de Daud Khan, darrer rei de Bengala, va obtenir el feu dels Sundarbans i va fundar una ciutat a la que es va retirar amb la seva família, servidors i dependents. La ciutat, situada a Iswaripur al districte de Khulna, es va dir Yasohara (Privà de la Glòria) perquè va privar de glòria a Gaur. Vikramaditya fou succeït pel seu fill Pratapaditya, l'heroi popular dels Sundarbans, que va dominar a dotze caps bhuiyes que dominaven fins aleshores el sud i est de Bengala; derrotat per l'exèrcit mogol de raja Man Singh (governador militar o nawab de Bengala de 1589 a 1606) fou capturat.
El nom de Jessore, deformació de Yasohara, es va donar popularment als territoris que havia dominat Pratapaditya; el governador militar designat, amb seu a Mirzangar al Kabadak, fou anomenat fawjdar de Jessore; després la capital del districte va ser traslladada a Kasba a la que es va donar el nom de Jessore. Sota els mogols la major part de la regió formava part del sarkar de Khalifatabad, excepte una petita part al nord-est que era del sarkar Muhammadabad o Bhushana; després fou dividit en els gran feus de Isafpur, Saidpur i Muhammadshahi.
El 1765 l'administració de Bengala fou transferida a la Companyia Britànica de les Índies Orientals i els britànics van assolir el control de la recaptació el 1772, però sota dependència de Calcuta; fins al 1781 no es va obrir una cort administrativa a Murali, al costat de Jessore deixant completament establerta l'administració; el primer magistrat fou Henckell que va fundar el mercat d'Henckellganj; el 1786 fou designat col·lector; el 1789 el va succeir Rocke que va traslladar la capital a Jessore. El 1805 fou col·lector R. Thackeray el pare del famós novel·lista William Makepeace Thackeray, autor de la "Fira de les vanitats" (Vanity Fair). El 1817 fou assolat per una epidèmia de còlera i el 1837 fou origen de l'anomenada febre de Nadia o febre de Burdwan que va delmar la població i va durar fins al 1843, reproduint-se el 1846, per acabar desapareixent uns anys després.
Fins al 1786 el districte es corresponia amb als antics territoris de Pratapaditya però a partir d'aquesta data es van anar produint canvis administratius, i extensos territoris al sud foren segregats per formar els districtes de Faridpur i de Khulna, altres foren afegits al districte de 24 Parganas i al de Nadiya (a l'oest) i encara hi va haver altres canvis menors, de manera que vers el 1900 només cobria la meitat de l'àrea original. L'àrea del districte sota domini britànic el 1901 era de 7.575,7 km². Els rius principals eren el Madhumati, Barasia, Hooghly, Meghna, Garai, Kumar, Nabaganga, Chitra, Kabadak, Bhairab i Ichamati. La terra fou assignada el 1786 principalment a tres zamindars: el raja de Jessore (zamindar anomenat Chanchra Raj) amb els territoris al sud, el raja de Naldanga (al nord) i el raja de Bhushana (al nord-est).
La població era: 
- 1872: 1.451.507 habitants
- 1881: 1.939.375 habitants
- 1891: 1.888.827 habitants
- 1901: 1.813.155 habitants

Administrativament formaven el districte cinc subdivisions: 
- Jessore
- Jhenida
- Magura
- Naral
- Bangaon

La subdivisió de Jessore amb una superfície de 2302 km² tenia 561.242 habitants el 1901 i incloïa la ciutat de Jessore, una de les tres municipalitats, amb 8.054 habitants, i 1488 pobles. Ciutats principals (i municipalitats) eren la capital Jessore, Kotchandpur i Mahespur. La població era bengalina i parlava el bengalí, i era en gran majoria musulmana (61%) sent la resta (39%) hindús.
Amb la partició del 1947, tot el districte excepte dues thanes (Bangaon i Gaighata) foren incloses al Pakistan (oriental). La guarnició de Jessore es va revoltar el 29 de març de 1971 sota el capità Hafiz Uddin i el tinent Anwar, revolta en la qual uns 300 soldats foren morts.

## Arqueologia
Algunes restes són: Chanchara Rajbari (palau de Jessore), Kali Mandir (temple), Dargaha de Ghazi Kalu, palau i temples a Siddirpasha, ruïnes del palau del rei Mukut Roy (segle XII), residència de Nawab Mir Jumla (segle xvii), Imam Bari (palau construït per Haji Muhammad Muhsin a Murli o Murali).